# فوجیوارا نو میچیکانه
فوجیوارا نو میچیکانه ((به ژاپنی: 藤原道兼 Fujiwara no Michikane); ۱ ژانویهٔ ۰۹۶۱ – ۸ ژوئن ۰۹۹۵) پسر فوجیوارا نو کانه‌ایه راهبی از از اشراف (کوگیو) در دوره هی‌آن اهل ژاپن بود. او برادر فوجیوارا نو میچیتاکا  و فوجیوارا نو میچیناگا بود و برادرزاده او فوجیوارا نو تیشی (دختر میچیتاکا) همسر امپراتور ژاپن بود. 
هنگامی که خواهرزاده او در سال ۹۹۴ به عنوان امپراتور ایچیجو تاج و تخت را به دست گرفت، از زندگی رهبانی بازگشت و منصب دولتی اودایجین (وزیر راست) را به دست گرفت. سال بعد، او جانشین برادرش فوجیوارا نو میچیناگا به عنوان نایب‌السلطنه امپراتوری (کانپاگو شد.
میچیکانه یک هفته پس از تصدی نایب السلطنه درگذشت، و بنابراین گاهی به عنوان نانوکا نو کانپاکو (七日の関白) یا «نایب‌السلطنه هفت روزه» نامیده می‌شود. سپس برادرش فوجیوارا نو میچیناگا جایگزین او شد.